# Sierra de Fuentes
Sierra de Fuentes es un municipio español de la provincia de Cáceres, en la comunidad autónoma de Extremadura. El término municipal, ubicado en la penillanura de Trujillo y al abrigo de la sierra del Risco (664 m), tiene una población de 2056 habitantes (INE 2024).

## Geografía
En el término municipal de Sierra de Fuentes se encuentra el Risco, punto de mayor altitud de la sierra de la Mosca, con 664 m sobre el nivel del mar. El municipio debe su nombre a dicha sierra, en la cual hay un mirador desde donde puede verse buena parte del término. Se encuentra a 11 km de la capital provincial.

## Historia
El lugar estuvo ya poblado en la Edad del Bronce, época en la cual la sierra que da nombre al pueblo era usada como puesto de vigilancia.
Los primeros núcleos se formaron seguramente en la Reconquista debido al reparto de tierras hechas por los quadrellarios entre los soldados que conquistaron la villa, aunque parte de las tierras quedaron reservadas al concejo. En la repoblación se fomentó el establecimiento de cualquier persona en el lugar, con independencia de su condición o religión. Posteriormente, los núcleos de poblamiento fueron organizados en sexmos. Analizando el código foral, los pobladores recibían una casa, una tierra de cereales y una zona comunal de pasto.
De Sierra de Fuentes como tal hay noticias desde principios del siglo XIV. En 1594 era conocida como Tierra de Fuentes y formaba parte de la Tierra de Cáceres en la provincia de Trujillo.

## Demografía
Sierra de Fuentes cuenta con una población de 2056 habitantes (INE 2024).
| Gráfica de evolución demográfica de Sierra de Fuentes entre 1842 y 2021                                             |
| |
| Población de derecho según los censos de población del INE Población de hecho según los censos de población del INE |

## Administración y política
En la siguiente tabla se muestran los votos en las elecciones municipales de Sierra de Fuentes, con el número de concejales entre paréntesis, desde las primeras elecciones municipales democráticas:
| Año  | Año | Populares          | Socialistas       | Izquierda         | Centro            | Regionalistas             | Otros                    |
| ---- | --- | ------------------ | ----------------- | ----------------- | ----------------- | ------------------------- | ------------------------ |
| 1979 |     | No se presentaron  | No se presentaron | PTE: 263 (3)      | UCD: 598 (6)      | No se presentaron         | No hubo más candidaturas |
| 1983 |     | AP-PDP-UL: 273 (3) | PSOE: 523 (5)     | No se presentaron | No se presentaron | EU: 144 (1)               | No hubo más candidaturas |
| 1987 |     | AP: 252 (2)        | PSOE: 542 (5)     | No se presentaron | CDS: 192 (2)      | No se presentaron         | No hubo más candidaturas |
| 1991 |     | PP: 203 (2)        | PSOE: 553 (5)     | No se presentaron | CDS: 113 (1)      | No se presentaron         | AISF: 156 (1)            |
| 1995 |     | PP: 428 (3)        | PSOE: 618 (5)     | IU-LV: 136 (1)    | No se presentaron | No se presentaron         | No hubo más candidaturas |
| 1999 |     | PP: 478 (4)        | PSOE: 636 (5)     | IU-CE: 112 (0)    | No se presentaron | EU: 41 (0)                | No hubo más candidaturas |
| 2003 |     | PP: 372 (2)        | PSOE: 587 (4)     | IU-SIEX: 437 (3)  | No se presentaron | No se presentaron         | No hubo más candidaturas |
| 2007 |     | PP-EU: 198 (1)     | PSOE: 321 (3)     | No se presentaron | No se presentaron | IPEX: 313 (2)             | CISF: 390 (3)            |
| 2011 |     | PP-EU: 363 (3)     | PSOE: 644 (6)     | No se presentaron | No se presentaron | EU en coalición con el PP | CISF: 244 (2)            |
| 2015 |     | PP: 407 (3)        | PSOE: 277 (2)     | No se presentaron | No se presentaron | EU: 637 (6)               | No hubo más candidaturas |

| Periodo   | Nombre              | Partido |
| --------- | ------------------- | ------- |
| 1979-1983 | Justo Delgado       | UCD     |
| 1983-1987 | ¿?                  | PSOE    |
| 1987-1991 | Alejo Nevado        | PSOE    |
| 1991-1995 | Alejo Nevado        | PSOE    |
| 1995-1999 | Alejo Nevado        | PSOE    |
| 1999-2003 | Alejo Nevado        | PSOE    |
| 2003-2007 | Andrés Guerra       | IU-SIEX |
| 2007-2011 | Antonio Luis Díez   | PSOE    |
| 2011-2015 | Antonio Luis Díez   | PSOE    |
| 2015-2019 | María Luisa Holgado | EU      |

## Servicios públicos

### Educación
Cuenta con un centro de educación infantil, el CEI Virgen de Guadalupe, y un colegio de infantil y primaria, el CEIP St. Cristo del Risco. La educación secundaria puede estudiarse en la capital provincial.

### Sanidad
Pertenece a la zona de salud de Mejostilla dentro del área de salud de Cáceres. En el pueblo hay un consultorio de atención primaria, una consulta de psicología y una farmacia.

## Medios de comunicación
Recibe la señal de la TDT de los repetidores de televisión de Montánchez.

## Patrimonio
La iglesia nueva de Nuestra Señora de la Asunción es de estilo gótico, con un interesante retablo del siglo XVI. Tiene una portada con ampliamente decorada con estilo plateresco, a la cual precede un pórtico con 5 arcos y con bóveda de arista. Este templo está construido en mampostería y sillería, con una nave corta que se divide en dos tramos y una capilla mayor ochavada, cubriéndose los dos tramos de la nave con bóvedas de crucería y el presbiterio con bóveda estrellada. La capilla bautismal tiene una bóveda esquifada y la sacristía una bóveda de cañón moderna. Dentro de la iglesia destacan muebles de cierta calidad artística de los siglos XVII y XVIII, estando el retablo mayor fechado en 1572.
La iglesia antigua de Nuestra Señora de la Asunción, del siglo XV, se encuentra en el barrio de San Miguel y se halla actualmente en ruinas.
La ermita del Risco, perteneciente al siglo XVIII y de estilo barroco. Se sitúa en la sierra del Risco. En ella se venera la imagen del Cristo del Risco, que es una talla policromada del siglo XVI.[cita requerida]
La ermita de San Miguel, perteneciente al siglo XV. Mencionada por primera vez en 1545.

## Festividades
- Romería de San Isidro en el valle, el sábado más próximo al 15 de mayo;
- Santísimo Cristo del Risco, Día Mayor, el 14 de septiembre;

## Deportes
En el pueblo hay un equipo de fútbol que en la temporada 2015-2016 juega en tercera división, el CP Amanecer.
Cuenta con un equipo de Baloncesto de categorías inferiores A.D. El Risco, un equipo de Tiro con Arco "La Luna". Además de tener asociaciones de Cazadores y Pescadores, con gran seguimiento y participación sobre todo en carreras de galgo. Existe una Asociación llamada  Mujeres Rurales "4 HOJAS"fundada en el 1999 y formada por mujeres de la localidad.